# Tove Søby
Tove Goltermann Søby (født Tove Nielsen 23. januar 1933 i København) er en dansk kajakroer, som tilhørte verdenseliten i midten af 1950'erne.
Som Tove Nielsen vakte hun første gang international opmærksomhed, da hun vandt VM-bronze i 1954 i enerkajak på 500 m.
Hun blev nummer to i kampen om Årets Fund i 1956 efter cykelrytteren Palle Lykke Jensen, og hun vandt kampen om at komme til OL 1956 i Melbourne i kamp mod Bodil Svendsen.
Ved legene vandt hun først sit indledende heat, og i finalen kom kampen om guldet til at stå mellem Elisaveta Dementeva fra Sovjetunionen og tyske Therese Zenz og endte i den rækkefølge, mens Tove Søby fik bronze.
Søby indstillede sin elitekarriere kort efter OL.